# Tramiprosato
Tramiprosato (DCI; também conhecido como homotaurina, ácido 3-amino-1-propanossulfônico ou 3-APS) é um aminoácido encontrado naturalmente em algas marinhas. É análogo à taurina, mas sua estrutura química possui carbono extra. Tem atividade GABAérgica, aparentemente por mimetizar GABA, ao qual se assemelha.
A homotaurina foi estudada em um ensaio clínico de Fase III como um tratamento em potencial para a doença de Alzheimer, mas não mostrou eficácia. Um estudo sobre deficiência cognitiva feito em 2018 mostrou benefícios positivos limitados.

## Propriedades bioquímicas
Em estudos pré-clínicos, descobriu-se que se o tramiprosato se ligava à beta amiloide solúvel e inibia a formação de agregados neurotóxicos. A homotaurina também mostrou exercer atividade anticonvulsivante, redução tônus e atividade hipotérmica.
Ao mesmo tempo, o traiprosato é um antagonista e agonista do GABA. Estudos in vitro descobriram que a homotaurina é um agonista parcial do receptor GABAA, bem como um agonista parcial do receptor GABA B com baixa eficácia, tornando-se um antagonista e deslocando os agonistas completos GABA e baclofeno neste receptor. Em estudo com ratos, a traiprosato reverteu a catatonia induzida pelo baclofeno (agonista típico do GABAB), bem como demonstrou exercer ação analgésica por meio do receptor GABAB.
Um estudo em ratos mostrou que a homotaurina suprimiu a liberação de dopamina estimulada pelo etanol, bem como a ingestão e preferência de etanol em ratos de uma forma semelhante ao N-acetil-derivado da homotaurina, o acamprosato. Nos Estados Unidos, o acamprosato foi aprovado pela FDA em 2004 para tratamento de alcoolismo.